# Frank Creyelman
Frank Beno Mariano Creyelman (Dendermonde, 10 augustus 1961) is een Belgisch Vlaams-nationalistisch politicus die jarenlang actief was voor Vlaams Belang, totdat hij in 2023 ontmaskerd werd als spion voor China.

## Levensloop
Creyelman volgde humaniora aan het Sint-Vincentiuscollege van Buggenhout. Vervolgens volgde hij tot 1980 de richting secretariaat-moderne talen aan het Onze-Lieve-Vrouw van de Haminstituut in Mechelen. Na zijn studies werkte hij van 1981 tot 1990 in de spelindustrie.
Creyelman werd in 1977 lid van de Vlaams Nationale Partij (VNP), de voorloper van het Vlaams Blok, en in 1978 werd hij lid van de Vlaamse Kring in Buggenhout. In 1979 werd hij eveneens kernleider van de Vlaamse Militanten Orde (VMO) in Buggenhout, wat hij bleef tot aan de ontbinding van de VMO in 1984. In 1979 was hij medeoprichter van het Vlaams Blok in Dendermonde en in 1984 werd hij ondervoorzitter van die partij in Mechelen, waar hij zich in datzelfde jaar had gevestigd. In Mechelen werd hij voor het Vlaams Blok achtereenvolgens van 1989 tot 1991 ondervoorzitter, van 1991 tot 1993 afdelingssecretaris en van 1993 tot 1995 arrondissementeel voorzitter. In 1995 deed hij zijn intrede in de partijraad. Ook was hij vanaf 1990 hoofdredacteur van Bloksinjoorken, het afdelingsblad van het Vlaams Blok in Mechelen.
Van 1994 tot 2024 was Creyelman gemeenteraadslid van Mechelen. In 1996 werd hij Vlaams Blok-fractieleider in de gemeenteraad ter opvolging van Mark Vermost. Bij de eerste rechtstreekse verkiezingen voor het Vlaams Parlement van 21 mei 1995 werd hij verkozen in de kieskring Mechelen-Turnhout. Hij bleef Vlaams volksvertegenwoordiger tot juni 1999 en zetelde in de commissies Cultuur en Sport en Leefmilieu en Natuurbehoud.
In 1999 werd hij door zijn partij gecoöpteerd in de Senaat, waar hij van 1999 tot 2007 vast lid was van de Commissie Financiën en Economische Aangelegenheden en van 2003 tot 2007 in de Commissie Sociale Aangelegenheden zetelde. In 2006 was hij Vlaams Belang-lijsttrekker van de gemeenteraadsverkiezingen te Mechelen, waar zijn partij de grootste werd. Begin juli 2007 volgde hij Freddy Van Gaever op in het Vlaams Parlement. Hij werd er vast lid van de Commissie voor Economie, Werk en Sociale Economie (2007-2009).
Bij de Vlaamse verkiezingen van 7 juni 2009 werd hij herverkozen (als derde op de kieslijst van de kieskring Antwerpen) en werd hij van 2009 tot 2010 vast lid en van 2010 tot 2014 voorzitter van de Commissie voor Buitenlands Beleid, Europese Aangelegenheden en Internationale Samenwerking. Daarnaast was hij vast lid van de Commissie voor Bestuurszaken, Binnenlands Bestuur, Decreetsevaluatie, Inburgering en Toerisme tot oktober 2010 en vast lid van de Commissie voor Economie, Economisch Overheidsinstrumentarium, Innovatie, Wetenschapsbeleid, Werk en Sociale Economie.
Bij de Vlaamse verkiezingen van 25 mei 2014 stelde hij zich geen kandidaat meer voor het Vlaams Parlement. Hij was wel lijsttrekker voor de Kamer in Henegouwen voor de lijst "Faire place Nette" (FpN) met de steun van Jean-Marie Le Pen;  die lijst haalde 2% en hij raakte niet verkozen. Sinds 30 juni 2014 mag hij zich ere-Vlaams volksvertegenwoordiger noemen. Die eretitel werd hem toegekend door het Bureau (dagelijks bestuur) van het Vlaams Parlement.
Creyelman staat bekend om zijn sympathieën voor de dictatuur in Rusland. Hij werd al meerdere keren in Moskou uitgenodigd.
Na het begin van de Oorlog in Oost-Oekraïne trad hij op als zogenaamd verkiezingswaarnemer bij het pro-Russische nep-referendum in de Krim in 2014 en bij de pro-Russische nep-verkiezingen in Donetsk en Loegansk in 2014 en in 2018, telkens samen met partijgenoten Jan Penris en Christian Verougstraete. In februari 2022, kort na het begin van de oorlog in Oekraïne, sprak hij zich op Sputnik News uit tegen Belgische wapenleveringen aan Oekraïne. Op 9 april 2022 riep partijvoorzitter Tom Van Grieken hem in forse bewoordingen op om de eer aan zichzelf te houden omdat zijn vermeldingen in de media de partij beschadigen. Desalniettemin bleef hij tot aan zijn uiteindelijke verwijdering uit de partij fractieleider van Vlaams Belang in de Mechelse gemeenteraad.

## Chinees spionageschandaal
Op 15 december 2023 kwam bij een gezamenlijk onderzoek van sms-verkeer door Financial Times, Der Spiegel en Le Monde naar buiten dat Creyelman drie jaar lang steekpenningen aannam van de Chinese inlichtingendienst om discussies in de Europese Unie te beïnvloeden, waarop Vlaams Belang hem met onmiddellijke ingang uit de partij zette. Hij zetelde nadien tot aan het einde van zijn mandaat in december 2024 als onafhankelijke in de Mechelse gemeenteraad.
Uit verdere onthullingen bleek dat Frank Creyelman in het kader van zijn opdrachten ook een beroep had gedaan op zijn broer Steven Creyelman, die hem daar als Kamerlid voor Vlaams Belang bij zou kunnen helpen. Steven Creyelman beweerde echter misleid te zijn geweest door zijn broer en niet te hebben geweten dat Frank Creyelman voor de Chinese inlichtingendienst werkte. Desondanks nam hij enkele dagen later ontslag als voorzitter van de Belgische Kamercommissie Legeraankopen.
In januari 2024 begon het federaal parket een strafonderzoek naar de contacten die Creyelman had met de Chinese spion. Intussen was ook gebleken dat Creyelman met zijn Chinese contact besprak welke belangrijkere figuren binnen Vlaams Belang eventueel interessant konden zijn om discussies ten aanzien van China te beïnvloeden.
Gerelateerde onderwerpen: Partijprogramma · 70-puntenplan · Cordon sanitaire · Racismeklacht